# Nibbiola
Nibbiola är en ort och kommun i provinsen Novara i regionen Piemonte i Italien. Kommunen hade 827 invånare (2018).